# Pintor de la esfinge barbuda

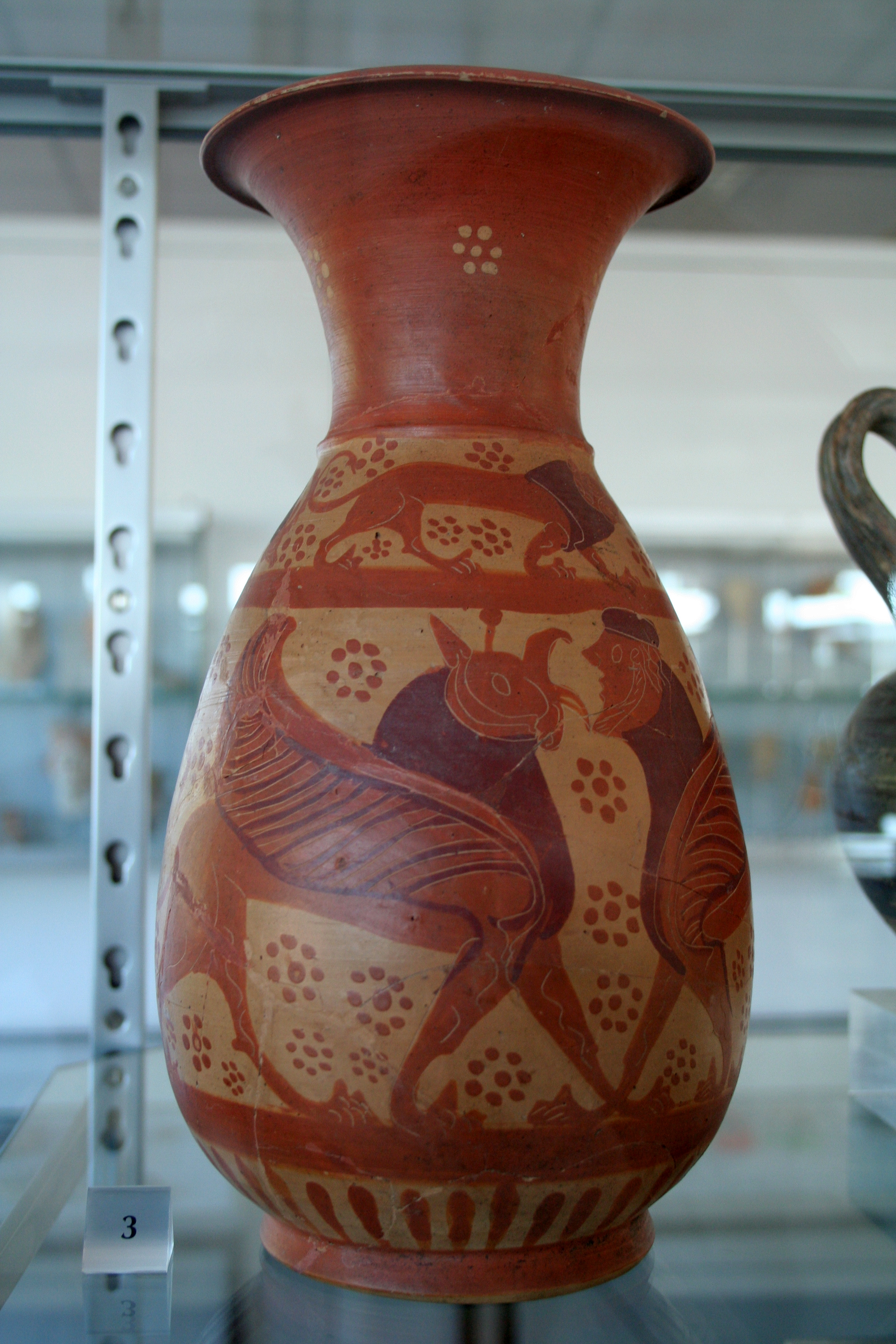
Antiguo olpe etrusco-corintio, atribuido al Pintor de la Esfinge Barbuda. Antikenmuseum der Universität Heidelberg (64/3).

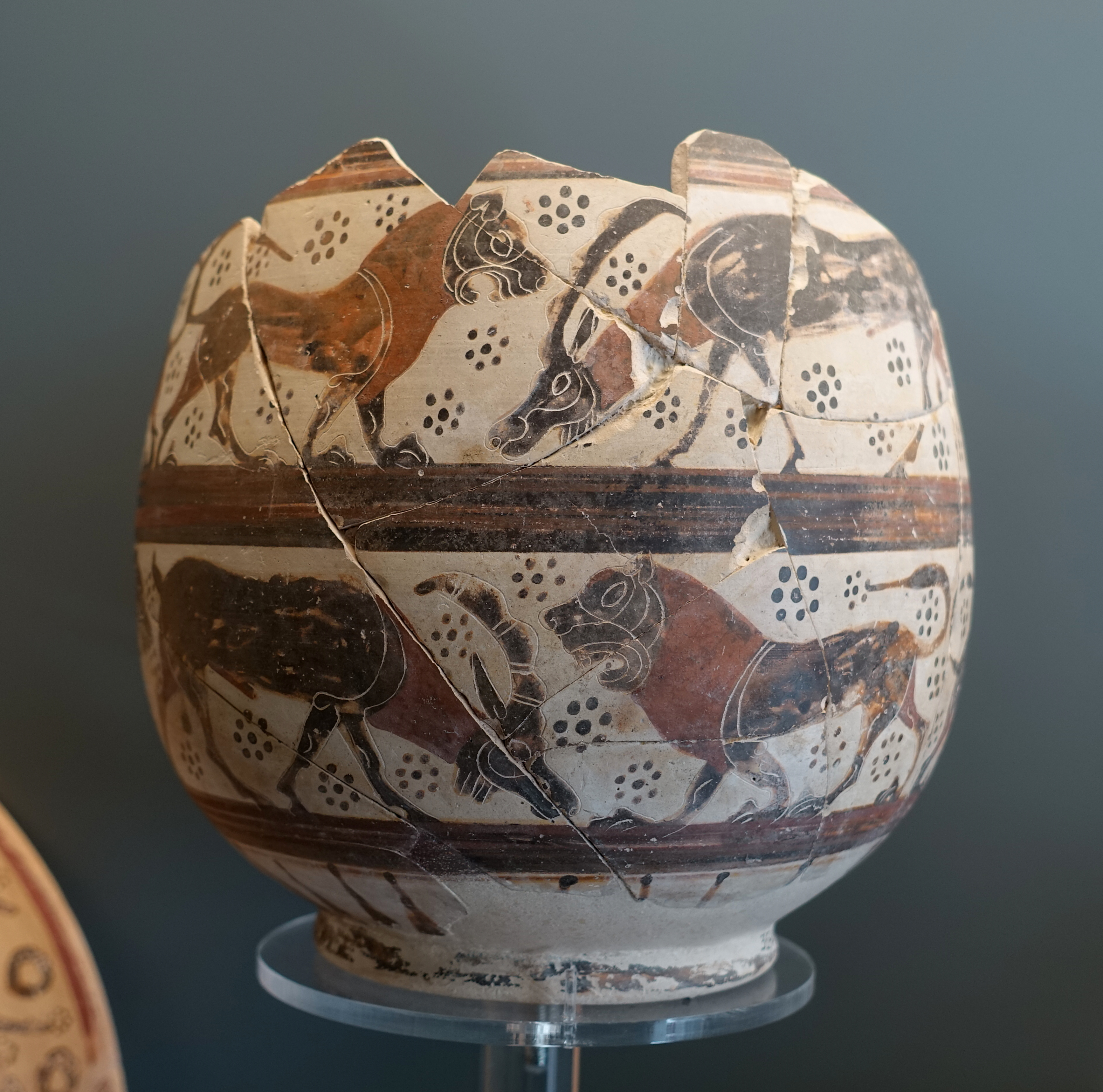

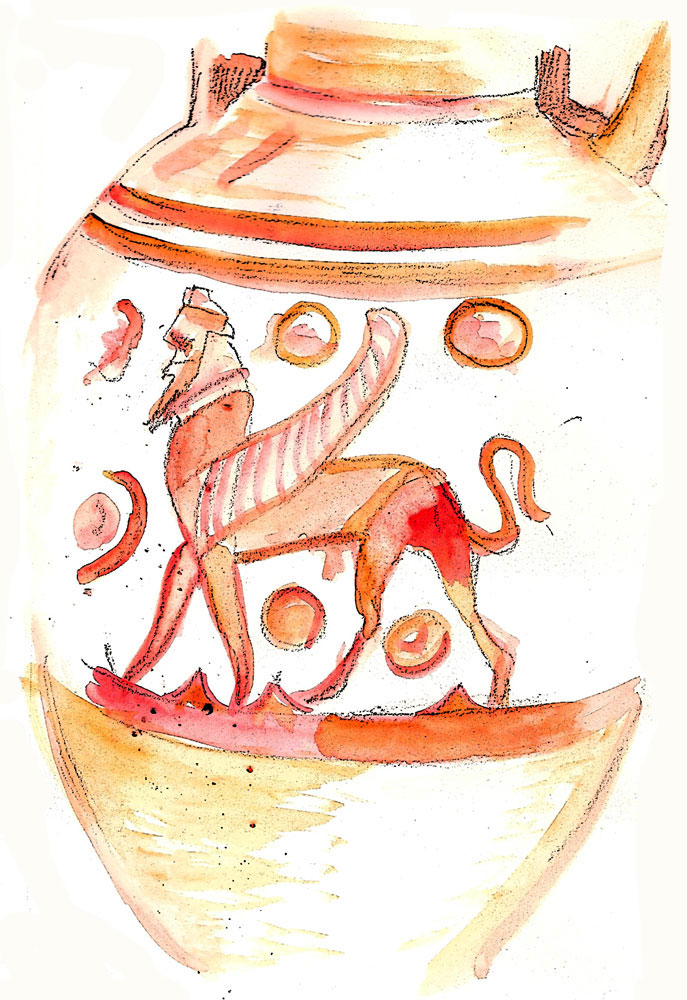
Recreación artística de la Esfinge barbuda.

El Pintor de la esfinge barbuda  (en italiano Pittore della Sfinge barbuta) es un importante representante anónimo de la pintura etrusca-corintia de vasos, activo en el siglo VII a. C. en Vulci y Cerveteri
Fue contemporáneo del Pittore delle Rondini y de los alfares del Gruppo Policromo, sin influencia de estos. Sus temas son del periodo orientalizante etrusco.
La personalidad detrás del moderno apodo de Pintor de la esfinge barbuda se considera la personalidad artística que introdujo la pintura de vasos de figuras negras del estilo corintio en Etruria. Comenzó su carrera en Vulci, donde inicialmente trabajó en el estilo en miniatura protocorintio tardío. Al mismo tiempo se desarrolló en un taller en Caere donde se producían ánforas a gran escala. Alrededor del 600 a. C., el Pintor de la esfinge barbuda se trasladó a este taller. Aquí su estilo inicialmente bastante fino se volvió más y más tosco.
Se han encontrado algunas ánforas pintadas por él, dos ejemplares en la Tumba del pintor de la esfinge barbuda, conservadas en Villa Julia, en Roma. 